# Viktor Nikiforov
Pour les articles homonymes, voir Nikiforov.
Cet article concerne un joueur de hockey sur glace. Pour le personnage d'Anime, voir Yuri on Ice.
Viktor Vassilïevitch Nikiforov (né le 4 décembre 1931 à Moscou en URSS) est un joueur russe de hockey sur glace.

## Carrière de joueur
Durant sa carrière professionnelle, il a évolué dans le championnat d'URSS sous les couleurs du Dinamo Novossibirsk, Dynamo Moscou, CSKA Moscou et HC Spartak Moscou. Il termine avec un bilan de 121 matchs et 75 buts en élite.

## Carrière internationale
Il a représenté l'URSS à 9 reprises (4 buts) sur une période de une saison entre 1955 à 1956. Il a remporté l'or aux Jeux olympiques de 1956.

## Statistiques
Pour les significations des abréviations, voir Statistiques du hockey sur glace.

### En équipe nationale
| Année | Équipe | Compétition |   | PJ | B | A | Pts | Pun           |  | Résultat |
| 1956  | URSS   | CM & JO     | 1 | 0  |   | 0 |     | Médaille d'or |  |          |